# 스타폭스 어드벤처스
《스타폭스 어드벤처스》는 레어가 개발하고 닌텐도가 배급한 2002년 액션 어드벤처 게임이다. 《스타폭스 64 (1997)》 이후 5년만에 출시된 《스타폭스》 시리즈의 세 번째 본편 게임으로, 게임큐브 플랫폼으로 제작돼 북미 지역에서 2002년 9월 23일 최초로 출시됐다.
레일 슈팅 게임이었던 전작들과는 달리 《젤다의 전설》과 같이 3인칭 시점에서 진행되는 액션 어드벤처 게임플레이 방식을 채택한 것이 특징이다. 플레이어는 폭스 맥클라우드를 조종해 다이노소어 플래닛이라는 행성에서 모험하며 라일라트 성단에 찾아온 새로운 위협에 맞서 싸운다.
《스타폭스 어드벤처스》는 본래 레어가 1997년부터 닌텐도 64용으로 개발했던 《다이노소어 플래닛》이 원형이다. 닌텐도 프로듀서 미야모토 시게루가 이를 《스타폭스》 시리즈 신작으로 재구성하자는 의견에 재개발을 하게됐고, 이후 개발연기와 게임큐브로 개발 플랫폼을 변경하는 고난 끝에 2002년에 출시됐다. 이 게임은 레어가 닌텐도 가정용 게임기로 출시한 마지막 게임이었으며 이후 마이크로소프트에 인수돼 엑스박스 플랫폼으로 전환한다.
출시 당시 《스타폭스 어드벤처스》는 미려한 그래픽으로 호평을 받았으나 기존 《스타폭스》에서 벗어난 부적합하게 느껴지는 게임플레이와 목소리 연기로 지적을 받았다.

## 반응
《스타폭스 어드벤처스》는 리뷰 애그리게이터 웹사이트 메타크리틱에서 "대체적으로 긍정적인 평가"를 기록했다.

## 참조

### 내용주
1. ↑  영어: Star Fox Adventures, 일본어: スターフォックスアドベンチャー
2. ↑  영어: Dinosaur Planet